# Termanology
Daniel Carillo (ur. 8 października 1982) lepiej znany jako Termanology – amerykański raper pochodzący z Lawrence w stanie Massachusetts.

## Historia
Termanology zasłynął głównie ze swojej serii mixtapeów „Hood Politics” i współpracy z DJ Premierem. W 2005 roku wydał sowój debiutancki album pt. Out the Gate wraz z DC the Midi Alien. W 2006 ukazał się remiks piosenki „Back in the Day” z albumu Christiny Aguilery Back to Basics, z gościnnym udziałem Termanology’ego. Następny album Politics As Usual wydał w 2008 roku z nakładem wytwórin muzycznej Nature Sounds. W 2010 roku raper wystąpił gościnnie w utworze "Bez granic" polskiego rapera Pyskatego. Termanology wraz z producentem muzycznym Statik Selektah wydał dwa albumy studyjne pt. 1982 (2010) oraz 2012 (2012). Tego samego roku, a dokładniej 6 listopada Termanology oraz Lil' Fame (M.O.P.) wydali wspólny studyjny album pt. Fizzyology.

## Dyskografia

### Albumy studyjne
- "Out the Gate" (oraz DC the Midi Alien) (ST Records, 2005)
- "Politics As Usual" (Nature Sounds, 2008)
- "1982" (oraz Statik Selektah) (Showoff Records, 2010)
- "2012" (oraz Statik Selektah) (Showoff Records, 2012)
- "Fizzyology" (oraz z Lil' Fame) (6 listopada 2012)

### EP
- "1982 The EP" (oraz Statik Selektah) (2010)
- "The Evening News EP" (oraz Statik Selektah) (2010)

### Mixtape’y
Hood Politics series
- "Hood Politics" (2003)
- "II" (2005)
- "III: Unsigned Hype" (2005)
- "IV: Show And Prove" (2006)
- "V" (2007)
- "VI: Time Machine" (2009)

50 Bodies series
- "50" Bodies (2007)
- "2" (2008)
- "3" (2010)
- "4" (2012)

Da Cameo King series
- "Da Cameo King" (2008)
- "II" (2011)

Inne mixtape’y
- "If Heaven Was A Mile Away" (2009)
- "Jackin' For Beats" (2009)
- "1982: The Diamond Collection" (oraz Statik Selektah) (2010)